# 1816 en architecture
| Années de l'architecture : 1813 - 1814 - 1815 - 1816 - 1817 - 1818 - 1819    |
| Décennies de l'architecture : 1780 - 1790 - 1800 - 1810 - 1820 - 1830 - 1840 |

Cet article présente les faits marquants de l'année 1816 en architecture.

## Réalisations

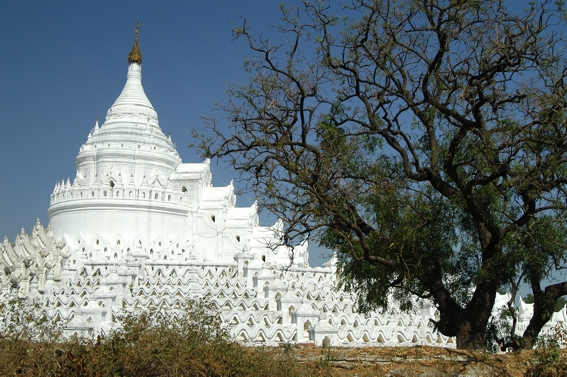
La pagode Hsinbyume ou Myatheindan à Mingun

- Construction du Regent Bridge, traversant la Tamise dans le centre de Londres, dessiné par James Walker. Ce pont sera remplacé par le Vauxhall Bridge construit entre 1895 et 1906.
- Le roi de Birmanie Bagyidaw élève à Mingun, près de Mandalay, la pagode de Shinbyume.

## Événements
- L'Académie royale d'architecture fusionne avec l'Académie royale de peinture et de sculpture pour devenir l'École des Beaux-Arts.

## Récompenses
- Prix de Rome : Lucien-Tirté Van Cleemputte.

## Naissances
- 29 août : Gridley James Fox Bryant (en) († 8 juin 1899).

## Décès
- 4 avril : Nicolas Jacques Antoine Vestier (° 25 mai 1765).